# Buydens
Buydens is een Belgisch historisch merk van motorfietsen.
De bedrijfsnaam was: Charles Buydens, Laeken-Bruxelles.
Buydens was een kleine fabriek die van 1950 tot 1956 voor die tijd moderne motorfietsen met 123- tot 248 cc Ydral- en ILO-blokken bouwde.
Het eerste model had een 125 cc Ydral-tweetaktmotor. In 1952 volgde een bromfiets en een 175 cc-model. In 1953 werden aan deze 175 enkele wijzigingen aan het frame doorgevoerd en de motorfiets kreeg een schommelvoorvork. In 1955 werd een 250 cc-model met ILO-motor geïntroduceerd. Buydens fuseerde in 1956 met het merk Daventry, waarna de productie van motorfietsen werd beëindigd. In totaal zouden slechts ca. 100 Buydens-motorfietsen zijn geproduceerd.